# Walter Prinz
Walter Prinz (* 15. März 1935) ist ein österreichischer Baumeister und Politiker (FPÖ) in Ruhe. Prinz war von 1996 bis 2001 Nichtamtsführender Stadtrat in Wien.
Prinz engagierte sich zunächst in seinem Heimatbezirk Donaustadt in der Politik und war von 1971 und 1987 Bezirksrat in der Bezirksvertretung Donaustadt. Am 9. Dezember 1987 wechselte Prinz in den Wiener Landtag und Gemeinderat, dem er bis 1996 angehörte. Am 27. November 1996 wurde Prinz als Nichtamtsführender Stadtrat angelobt, er gehörte dem Stadtrat bis zum 27. April 2001 an. Prinz war zudem von 1995 bis 2001 Mitglied des Wiener Wirtschaftsparlaments und von 1990 bis 2002 Mitglied des Bundes- und Landesinnungsausschusses der Baumeister. Prinz war ursprünglich auch Bezirksparteiobmann der FPÖ Donaustadt, wurde jedoch 1998 von Martin Graf, einem Getreuen Jörg Haiders, in einer Kampfabstimmung knapp geschlagen und abgelöst. Der Wahl soll nach Berichten des Wochenmagazins profil ein schmutziger, innerparteilicher Wahlkampf vorausgegangen sein, in dem laut dem Landtagsabgeordneten Manfred Klopf bewusst Lügen und Falschinformationen über Prinz verbreitet worden sein sollen.
Die politischen Schwerpunkte von Prinz lagen in den Bereichen Stadtplanung, Stadtgestaltung und Verkehr. Er setzte zahlreiche Initiativen und entwickelte Planungsvorschläge für ein Thermenzentrum in Aspern, die mögliche Bebauung des Westbahnhofs oder die Errichtung eines Historien-Themenparks in Rothneusiedl. Des Weiteren erstellte er Entwürfe für mögliche Streckenführungen der Wiener U-Bahn. Zudem engagierte sich Prinz im Mediationsverfahren für den Wiener Flughafen. Ein weiteres Anliegen war ihm der Schutz des Stadtbildes und eine humane Stadtentwicklung.

## Auszeichnungen
- Große Silberne Ehrenzeichen für Verdienste um das Land Wien (22. September 2005)